# Сейсума, Даце
Даце Сейсума (латыш. Dace Seisuma, 10 января 1973 года, Латвийская ССР) — бывшая первая леди Латвии, латвийский врач-эндокринолог. Работает в больнице имени Страдыня, а с 2010 года и в Латвийском Университете. Патронесса Латвийского общества приемных семей (ЛОПС). Окончила медучилище в Цесисе и Медицинскую академию.
Брак с президентом Латвии Андрисом Берзиньшем был зарегистрирован в 2011 году, за несколько дней до того, как Берзиньш официально вступил на пост президента страны.
Получила развод 18 января 2016 года.

Публикации:
- Seisuma D., Narbuts Z. 2010 Clinical identification, diagnostics and treatment of primary hyperparathyroidism J Latvian doctor 12 26-30
- Residency research work: «Clinical identification of primary hyperparathyroidism and evalution of efficiency of surgical management at P. Stradins Clinical University Hospital.»